# Plav (Montenegro)
Plav (in Albanese Plavë) è una città del sud-est del Montenegro, capoluogo del comune omonimo.

## Geografia fisica
Plav sorge ai piedi delle Prokletije, nella vallata del fiume Lim. L'abitato di Plav è situato ai margini del lago omonimo formato dal Lim.

## Etimologia
Il toponimo deriva dal protoslavo plav, nome il cui significato è "luogo allagato" (poplava sta per "alluvione", "inondazione" in Albanese).

## Storia
Nel 1878, al termine della guerra russo-turca, con la ratifica del trattato di Berlino, i distretti di Plav e Gusinje, abitati in larga maggioranza da albanesi, vennero ceduti al Principato del Montenegro. Questa decisione scatenò una rivolta contro le autorità montenegrine da parte delle popolazioni locali appoggiate dalla Lega di Prizren. Nonostante la sconfitta degli insorti, i distretti non vennero annessi al Montenegro che, come compensazione dagli ottomani, ricevette il porto di Dulcigno.
Nel 1913, al termine della prima guerra balcanica e dopo il Trattato di Londra i distretti di Plav e Gusinje vennero annessi al Regno del Montenegro.

## Monumenti e luoghi d'interesse
La regione abbonda di bellezze naturali, come i tanti laghi tra i quali il più conosciuto è il lago Plav, uno dei più grandi e conosciuti della regione. Il laghi Hridsko e Visitorsko sono laghi montani è quest'ultimo è noto per la sua isola galleggiante.
Sono presenti vecchie biblioteche, moschee, chiese e pozzi artesiani (Alipaša e Oko Skakavica).

## Popolazione
Plav è il centro amministrativo della municipalità, che nel 2003 contava 13 805 abitanti. La città ne conta 3.615.
Evoluzione demografica:
- 1981 - 3.348
- 1991 - 4.073
- 2003 - 3.615

Gruppi etnici (dati del 2003):
- Albanesi (76,99%)
- Serbi (17,142%)
- Montenegrini (3,66%)